# Armstrong Siddeley Sapphire (automobile)
L'Armstrong Siddeley Sapphire est une grande voiture qui a été produite par la société britannique Armstrong Siddeley Motors Limited de 1952 à 1960.
Un élément caractéristique de la Sapphire est le radiateur grille traditionnel Armstrong Siddeley en forme de V surmonté par un motif de Sphinx.
Sur certains modèles, le sphinx arbore des ailes d'avion munies de minuscules moteurs à réaction évoquant le turboréacteur Armstrong Siddeley Sapphire.

## Sapphire 234
Les Sapphire 234 et 236 étaient deux modèles d'apparence identique mais équipés de moteurs différents, leur conférant des performances différentes. Le modèle 234 pouvait être commandé avec des roues à rayons en option.
Le modèle 234 a été produit de 1955 à 1958 avec la version 2 290 cm3 du moteur type 346. La transmission était assurée par une boîte manuelle 4 vitesses avec une overdrive en option.
Ce modèle, capable d'atteindre 160 km/h, était destiné à une clientèle éprise de hautes performances.
803 exemplaires ont été produits.

## Sapphire 236
Le modèle 236 a été produit entre 1955 and 1957 avec le moteur six cylindres 2 310 cm3 précédemment monté sur l'Armstrong Siddeley Whitley. Une boîte de vitesses manuelle conventionnelle était disponible, mais le plus souvent les modèles ont été équipées de la transmission semi-automatique Lockheed Manumatic (en). Une overdrive était disponible en option sur les deux types de transmission.
Ce modèle, avec sa vitesse maximum de 135 km/h était conçu comme une berline paisible, souple et de conduite aisée.
Il a été produit à 603 exemplaires.

## Sapphire 346
La 346 était la première des Sapphires, présentée fin 1952 et vendue de 1953 à 1958. Le moteur six cylindres de 3 435 cm3 possédait des chambres de combustion hémisphériques et pouvait être équipé en option (£25) de carburateurs doubles corps Stromberg qui accroissaient la puissance de 125 à 150 ch (93 à 112 kW), ce qui permettait une vitesse maximale de plus de 160 km/h. La suspension avant était à roues indépendantes sur ressorts hélicoïdaux avec un pont rigide et des ressorts à lames à l'arrière. Le freinage hydraulique à 4 tambours fait appel à des équipements Girling 11 po (279 mm).
La carrosserie était disponible au même prix avec 4 ou 6 vitres, et avec soit une banquette avant, soit des sièges séparés. Les sièges étaient recouverts de cuir, tandis que le tableau de bord et les hauts de portes portaient des finitions en ronce de noyer. Le chauffage était offert de série.
À l'origine, le modèle était disponible avec une boîte 4 vitesses synchronisées, ou une boîte 4 vitesses Wilson à commande électrique finger-tip avec un supplément de 30£. Une transmission automatique 4 vitesses Rolls Royce a été proposée à partir du modèle Mark II en 1954.
Un modèle à empattement allongé de 535 mm a été lancé en 1955 en version limousine avec la boîte Wilson en série, cependant la boîte manuelle à commande au volant pouvait être montée. L'intérieur était muni d'une division chauffeur.
Les modèles exportés aux USA étaient toujours livrés avec des carburateurs doubles.
Une berline équipée de carburateurs doubles et de la boîte manuelle synchronisée a été testée par le magazine britannique The Motor en 1953. Elle a atteint une vitesse de pointe de 161,1 km/h et une accélération de 0 à 97 km/h en 13.0 seconds, pour une consommation de 15,1 L/100 km. Le modèle testé coûtait 1 757 £ avec taxes.

## Star Sapphire
La berline Star Sapphire a été annoncée le 17 octobre 1958 et la production a continué jusqu'à l'été 1960. Elle a gardé la position de conduite dominante du précédent modèle. Bien que peu modifié à première vue, le radiateur ne montait plus jusqu'au niveau du capot. Différents raffinements ont été apportés.

Le moteur six cylindres possédait une cylindrée accrue de 16% jusqu'à 3 990 cm3, avec de plus gros carburateurs Stromberg en série. La puissance montait à 165 ch [SAE] (123 kW), ou 145 ch [DIN] (108 kW). Plus important encore était un couple en hausse de près de 30% à 80 km/h. Les coussinets de bielle et paliers étaient désormais au plomb et indium, et un amortisseur de vibration équipait le nez de vilebrequin. Le taux de compression était augmenté à 7.5 : 1. L'auto a pu atteindre 165 km/h sur la piste de vitesse de Lindley.

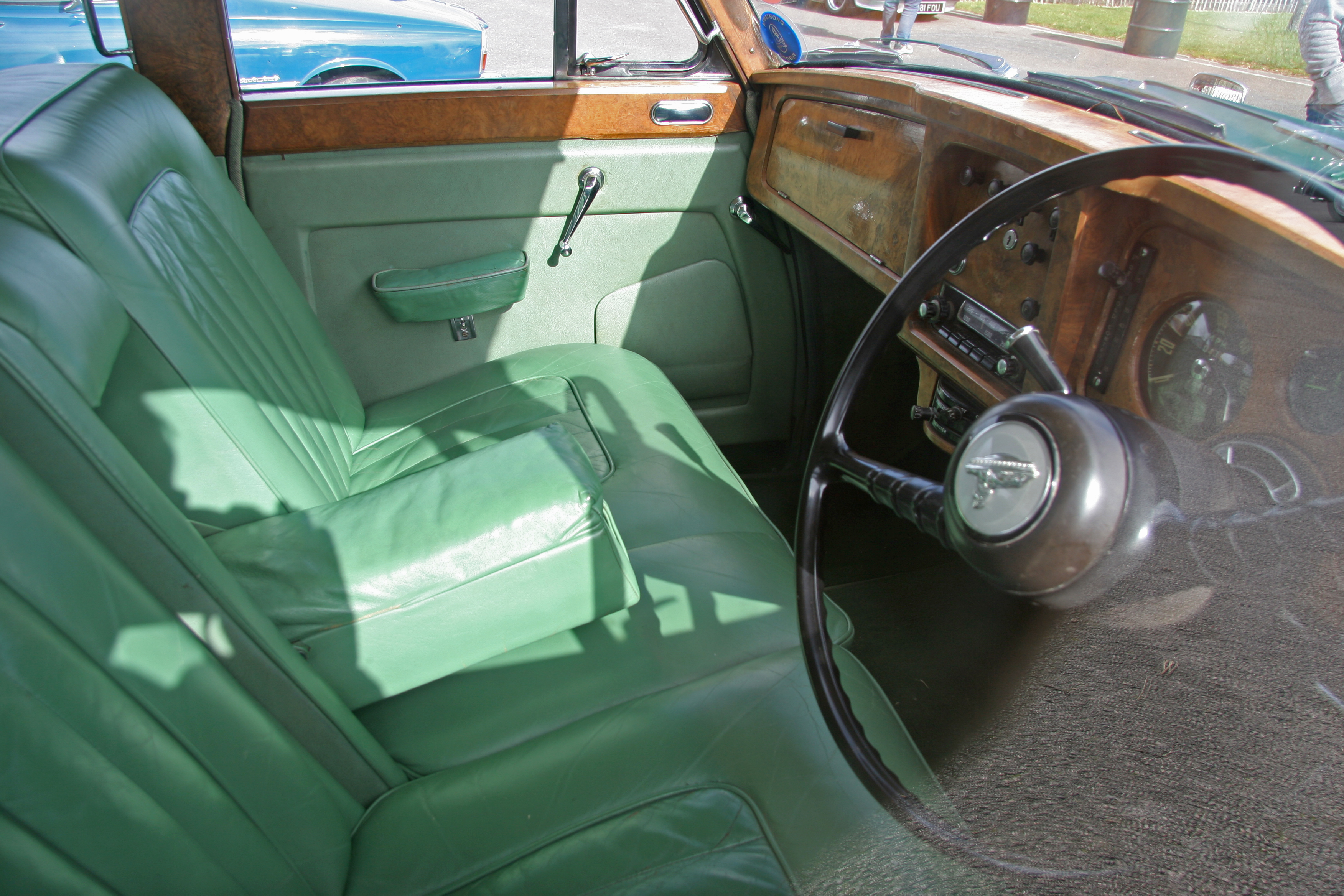
Intérieur de la Star Sapphire.

Différentes modifications de suspension avaient été effectuées. Des freins à disque de 12 pouces (305 mm) servo-assistés étaient montés sur les roues avant, et une direction assistée à circulation de billes type Burman montée en série, avec un diamètre de braquage réduit de 1,35m. Une boîte automatique BorgWarner type DG équipait ce modèle, avec un levier au tableau pour maintenir le rapport intermédiaire à 35, 45, 55, and 65 m.p.h.
Les charnières de porte n'étaient désormais plus apparentes, et les portières avant avaient leurs charnières sur la bordure antérieure. Il y avait un chauffage indépendant pour les passagers arrière, et des fentes de désembuage pour la lunette arrière. Toutes les améliorations étaient offertes en série, car on estimait que la présence de variantes mènerait à des compromis non satisfaisants.
902 berlines ont été produites, ainsi que 77 carrosseries allongées, dont 73 limousines (y compris 2 prototypes). La version limousine n'a été produite qu'en 1960. Elle avait un moteur à carburateur simple et une boîte manuelle (sauf 12 exemplaires à boîte automatique). Les 4 châssis restants ont été utilisés pour 3 corbillards et une ambulance. 980 Star Sapphires avaient été produites.
La Star Sapphire a remporté la classe 4 000 £ des carrosseries 4 portes au Salon 1958 de Earls Court, devant une Princess limousine et une Jaguar Mark IX.
Une berline Star Sapphire à transmission automatique a été testée par le magazine britannique The Motor en 1959. Elle avait une vitesse maximum de 160.3 km/h et accélérait de 0 à 97 km/h en 14,8 secondes. Une consommation de 18.3 L/100 km a été enregistrée. Le modèle testé coûtait 2 498 £ avec 735 £ de taxes.
Comparaison des prix taxes comprises en octobre 1958 :
2 646 £ Star Sapphire
2 492 £ Daimler Majestic
2 163 £ Jaguar Mark IX avec transmission automatique
1 939 £ Jaguar XK150
1 666 £ Humber Super Snipe avec transmission automatique

## Star Sapphire Mk. II
La version Mk II n'a été réalisée qu'à un exemplaire prototype en 1960. La carrosserie différait de la version originale par des blocs à 2 optiques, comme sur la Humber Super Snipe 1958.